# Busk

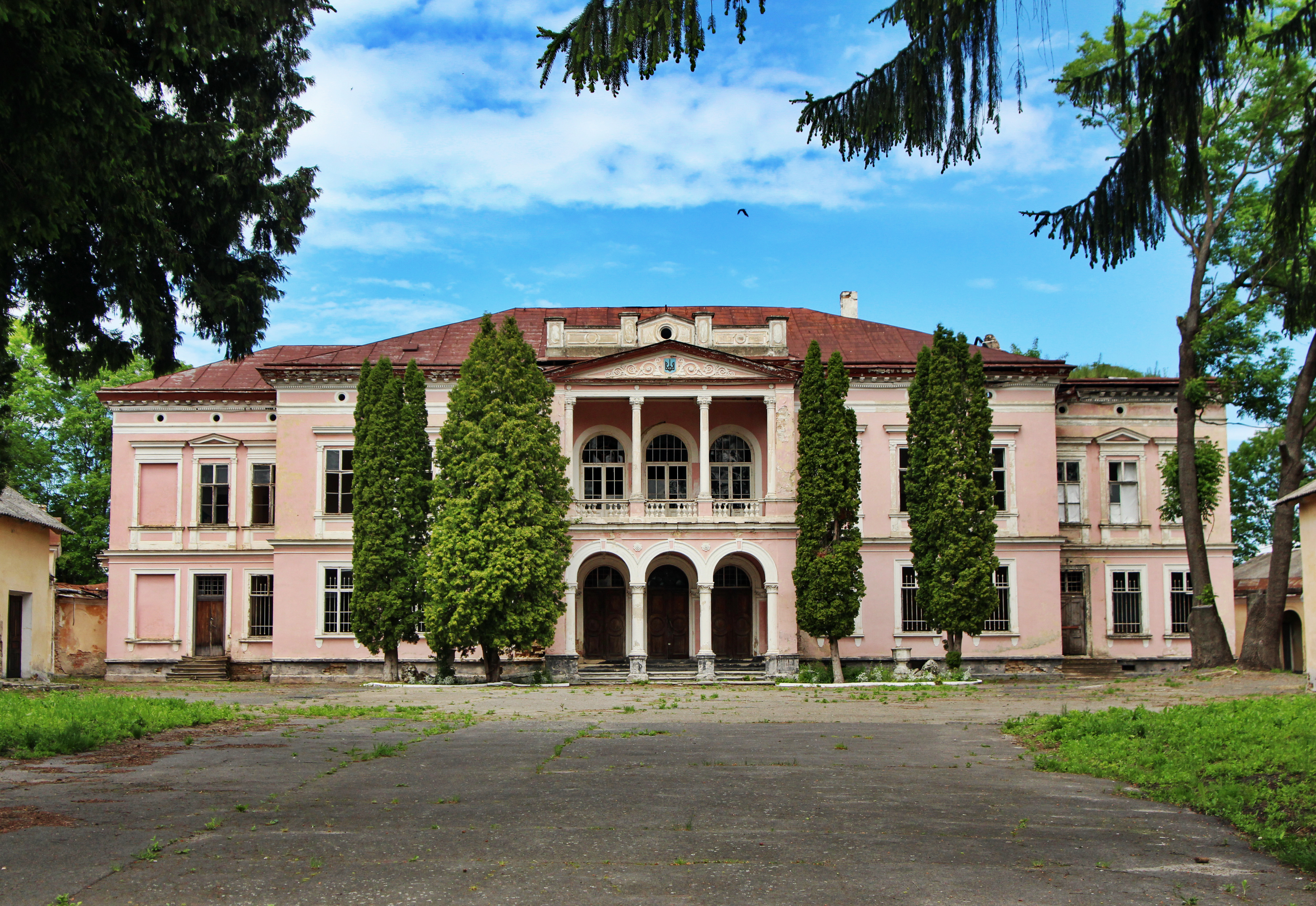
Pałac Badenich w Busku

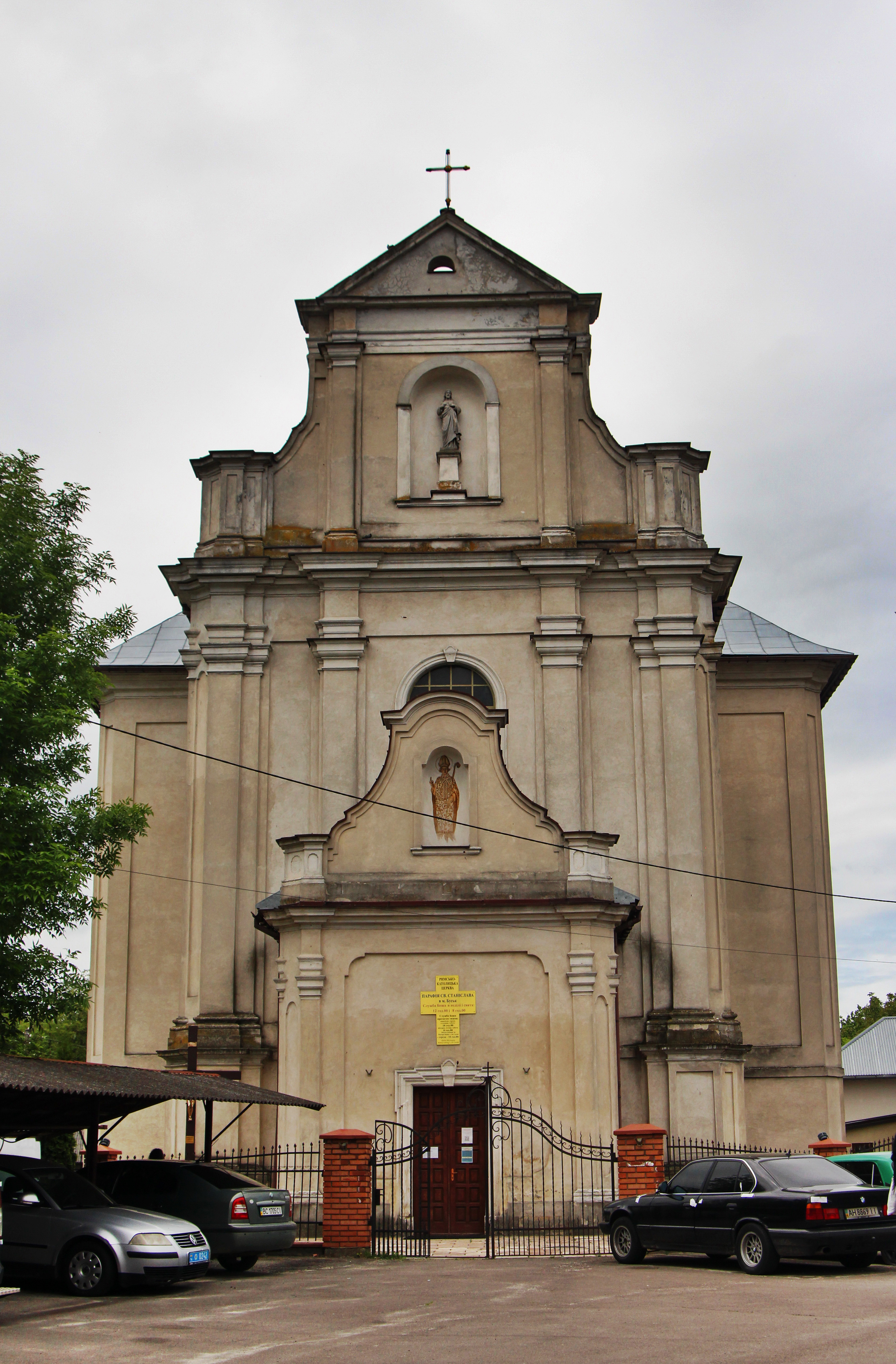
Kościół św. Stanisława

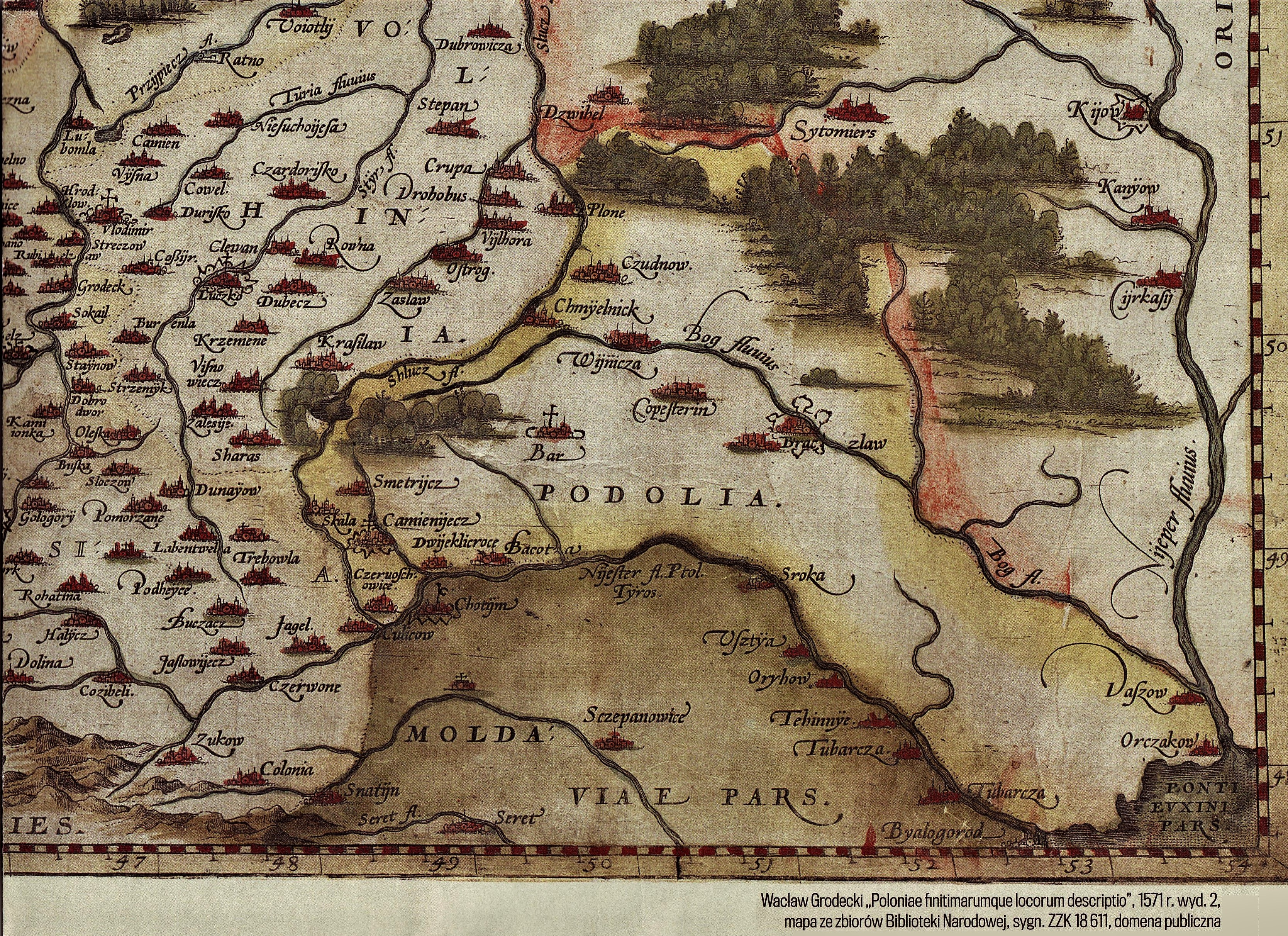
Miasto na mapie Wacława Grodeckiego, Poloniae finitimarumgue locarum descriptio

Busk (ukr. Буськ, Buśk) – miasto na Ukrainie, w obwodzie lwowskim, rejonie złoczowskim, nad Bugiem, do 17 lipca 2020 r. siedziba administracyjna rejonu buskiego. 8,3 tys. mieszkańców (2006). W Busku rzeka Bug łączy się z rzeką Pełtwią, ze względu na dużą liczbę odnóg Bugu i mostów miasto było nazywane galicyjską Wenecją.
Miasto królewskie lokowane w 1411 roku położone było w XVI wieku w województwie bełskim. Busk wchodził w skład starostwa grodowego buskiego na początku XVIII wieku.
W II Rzeczypospolitej w powiecie kamioneckim, w województwie tarnopolskim.
Do 19 lipca 2020 r. w rejonie buskim. 

## Historia
Busk jest jedną z najstarszych miejscowości na ziemi czerwieńskiej, jeden z głównych grodów Bużan, najstarsze wzmianki pochodzą z XI w.
W 1388 r. Busk wraz z całym księstwem bełskim przypadł księciu mazowieckiemu Siemowitowi IV. W 1411 r. otrzymał od Siemowita prawo magdeburskie, jako jedno z pierwszych miast na dzisiejszym terytorium Ukrainy. W 1462 r. po bezpotomnej śmierci księcia Władysława II (płockiego) księstwo bełskie wraz z Buskiem zostało inkorporowane mocą prawa lennego do Królestwa Polskiego przez króla Kazimierza Jagiellończyka. W 1484 r. król potwierdził prawo magdeburskie oraz nadał przywilej odłowu ryb. W 1499 r. król Jan Olbracht zwolnił miejscowych kupców od wodnego, mostowego i innych ceł. W XV w. został siedzibą sądownictwa szlacheckiego: ziemskiego i grodzkiego, które przetrwało do rozbiorów.
W 1516 r. miasto odparło najazd tatarski. W 1521 roku miasto otrzymało od króla Zygmunta I Starego zwolnienie od cła chcąc, aby miało środki na ufortyfikowanie w związku z napadami Tatarów. Od 1540 r. funkcję starostów buskich pełnili przedstawiciele rodu Górków, którzy znacznie rozwinęli miejscowość, m.in. poprzez budowę papierni przez starostę Stanisława Górkę. Górkowie utworzyli też w Busku ważny ośrodek kalwinizmu.
Pierwszy kościół rzymskokatolicki w Busku, wzniesiony pw. św. Stanisława w Starym Mieście, zbudowany został na przełomie XIV – XV wieków (wtedy prawdopodobnie założono tu parafię). Świątynię zniszczyli Tatarzy. W 1504 r. w Nowym Mieście zbudowano nowy kościół pw. Najświętszej Maryi Panny. W 1564 r. król Zygmunt August wznowił fundację parafii rzymskokatolickiej w Busku, którą podniesiono do rangi prepozytury.
W 1582 r. król Stefan Batory uznał Busk za wolne miasto królewskie. W roku 1654 miasto zostało doszczętnie zniszczone przez wojska Bohdana Chmielnickiego. W 1672 roku zniszczyli je Tatarzy. Od 2 połowy XVII wieku starostami buskimi byli przez cztery pokolenia przedstawiciele rodu Jabłonowskich. Na widoku z 1774 roku zatytułowanym Plan de la Ville Busko zaznaczono, że w Busku istniała w tym czasie dwuczłonowa twierdza bastionowa otaczająca dzisiejszy pałac oraz odrębne fortyfikacje bastionowe otaczające miasto.
Na początku XVII zbudowano w buskim Nowym Mieście kościół i klasztor dominikanów. Zespół kościelny, zniszczony przez Kozaków, odbudował Jerzy Wiśniowiecki.
W XVIII wieku wielu miejscowych Żydów stało się zwolennikami żydowskiej sekty Jakuba Franka, a w 1759 roku buski rabin Nachman Samuel Halewi, wraz z 1000 innych Żydów, uroczyście przeszedł na rzymski-katolicyzm w katedrze warszawskiej. W 1763 roku Jabłonowscy sprzedali starostwo buskie Józefowi Mierowi, pochodzącemu ze szkockiej rodziny.
W 1772 r. Busk znalazł się w zaborze austriackim. W 1787 r. zaborcy skasowali oraz częściowo rozebrali kościół i klasztor dominikański. W 1788 roku przestała funkcjonować papiernia założona jeszcze w XVI wieku. W 1789 roku około 45% mieszkańców stanowili Polacy, około 30% Ukraińcy, około 25% Żydzi (124 rodziny). W 1849 r. zabudowę miasta zniszczył wielki pożar, co pogłębiło jego upadek. Spłonął także wraz z zabudowaniami kościół św. Stanisława. Odbudowano go w 1856 r.
Pod koniec XIX wieku południowo-zachodnia część miasta nosiła nazwę Ostapkowce. Podczas spisu przeprowadzonego w 1884 roku stwierdzono, że w Busku mieszkało 2001 osób (37,8%) wyznania rzymskokatolickiego, 1640 osób (31%) wyznania greckokatolickiego i 1556 osób (29,6%) wyznania mojżeszowego. W 1888 roku właściciel Buska Kazimierz hrabia Badeni objął stanowisko namiestnika Galicji, a w latach 1895–1897 pełnił funkcję premiera Austro-Węgier.
W 1913 roku Busk liczył ok. 8000 mieszkańców, w tym 3500 Polaków, 2700 Żydów, 1800 Ukraińców oraz inne społeczności. Oprócz starego centrum z rynkiem do 1914 roku funkcjonowały oddzielone rzeką i zalewiskami części miasta: Stare Miasto, Nowe Miasto, Podzamcze oraz przedmieścia (ulice): Krótka Strona, Długa Strona, Niemiecki Bok, Lipiboki, Podzamcze i inne.
Po 1918 roku Busk został włączony do II Rzeczypospolitej. W roku 1938 liczył 9000 mieszkańców.
W latach 1934–1939 istniała gmina Busk.

W czasie agresji ZSRR na Polskę we wrześniu 1939 Busk został zajęty przez Armię Czerwoną. W początkach października założono tam jeniecki obóz pracy przymusowej. Przebywało w nim od 900 do 1200 jeńców polskich (szeregowcy i kilku ukrywających się oficerów). Obóz mieścił się w zabudowaniach folwarcznych majątku hr. Badeniego. Jeńców rozmieszczono w stajniach i szopach, pracowali przy kopaniu rowów przy drodze Lwów–Kijów. Za wykonanie normy otrzymywali 800 g chleba, dwa razy dziennie zupę i wieczorem herbatę. Kto nie wykonał normy, otrzymywał tylko 400 g chleba i raz zupę. Wysokość wypłaty za wykonaną pracę wahała się od 2 do 200 rubli miesięcznie. Chorym i tym, którzy nie mogli wykonać normy, kazano płacić za wikt i opierunek. W czasie robót ziemnych jeńcy nie mogli ze sobą rozmawiać. Ponieważ zimą było dużo odmrożeń, komendant obozu ustalił, że przy temperaturze poniżej –20 °C jeńcy będą pozostawać w obozie. Ubrań roboczych nie wydawano, warunki sanitarne były fatalne. Za niestawienie się do pracy karano karcerem i zmniejszeniem o połowę racji żywnościowej. Po ataku Niemiec na ZSRR 22 czerwca 1941 obóz został ewakuowany na Wschód. W ostatnich dniach czerwca 1941 roku NKWD zamordowało w miejscowym areszcie co najmniej 35 więźniów (Polaków i Ukraińców). 
Od 30 czerwca 1941 roku Busk znajdował się pod okupacją niemiecką, podczas której prawie cała społeczność żydowska zamieszkująca miasto została wymordowana. Mieszkający w Busku Polacy, Władysław Nawrateń oraz Władysław i Hanna Małkiewiczowie, ukrywali Żydów, za co po wojnie Instytut Jad Waszem uhonorował ich tytułami Sprawiedliwych wśród Narodów Świata.
18 lipca 1944 r. Busk został ponownie zajęty przez Armię Czerwoną. W latach 1944–45 nacjonaliści ukraińscy z UPA zamordowali w mieście ok. 80 Polaków.
Po 1945 roku Busk włączono do USRR (Ukraińskiej Socjalistycznej Republiki Radzieckiej), a ludność polską wysiedlono. Część polskich mieszkańców Buska została przesiedlona do Klisina oraz Szonowa koło Prudnika.

## Zabytki
- Kościół św. Stanisława Biskupa i Męczennika z XVIII wieku[21][22] konsekrowany 17 września 1780[23]
- Ratusz miejski
- Pałac hr. Badenich – wybudowany w drugiej poł. XIX wieku z parkiem, zajmowany przez jednostkę wojskową.
- Stary cmentarz – południe od centrum, na którym m.in. polskie pomniki nagrobne z piaskowca z ok. 1830-1860 r., polska kwatera wojskowa z obrony Lwowa przed bolszewikami z 1920 r., pieczołowicie odbudowana przez miejscowych Polaków; kwatera wojskowa żołnierzy Armii Czerwonej z okresu wojny polsko-bolszewickiej i z 1944, kwatera żołnierska i ludności ukraińskiej – ofiar terroru komunistycznego; w tym „kurhan” – pamiątka po żołnierzach UPA.
- cmentarz żydowski z najstarszym żydowskim nagrobkiem na Ukrainie, z 1520 roku, ul. Szewczenki 10-18
- Synagoga żydowska z 1842 roku, ul. Szkolna[24]

## Życie religijne
W Busku istnieje parafia obrządku bizantyjsko-ukraińskiego (greckokatolicka), prawosławna i rzymskokatolicka. W 1993 r. ponownie erygowano rzymskokatolicką parafię pod wezwaniem św.Stanisława Biskupa-Męczennika i Matki Bożej Różańcowej. Parafią opiekują się polscy saletyni. W ciągu 14 lat odnowiono stary kościół farny pochodzący z poł. XVIII w.

## Osoby związane z miastem
- W Busku urodził się:
  - Jan Edward Bryk (ur. 16 maja 1899, zm. 1940 w Kijowie) – polski prehistoryk i archeolog, burmistrz Kamionki Strumiłowej, ofiara zbrodni katyńskiej.
  - Jewhen Petruszewycz – ukraiński adwokat, działacz państwowy i polityczny, prezydent i upoważniony dyktator Zachodnioukraińskiej Republiki Ludowej.
  - Tadeusz Soroczyński – polski poeta